# Eckerö sjöräddningsstation

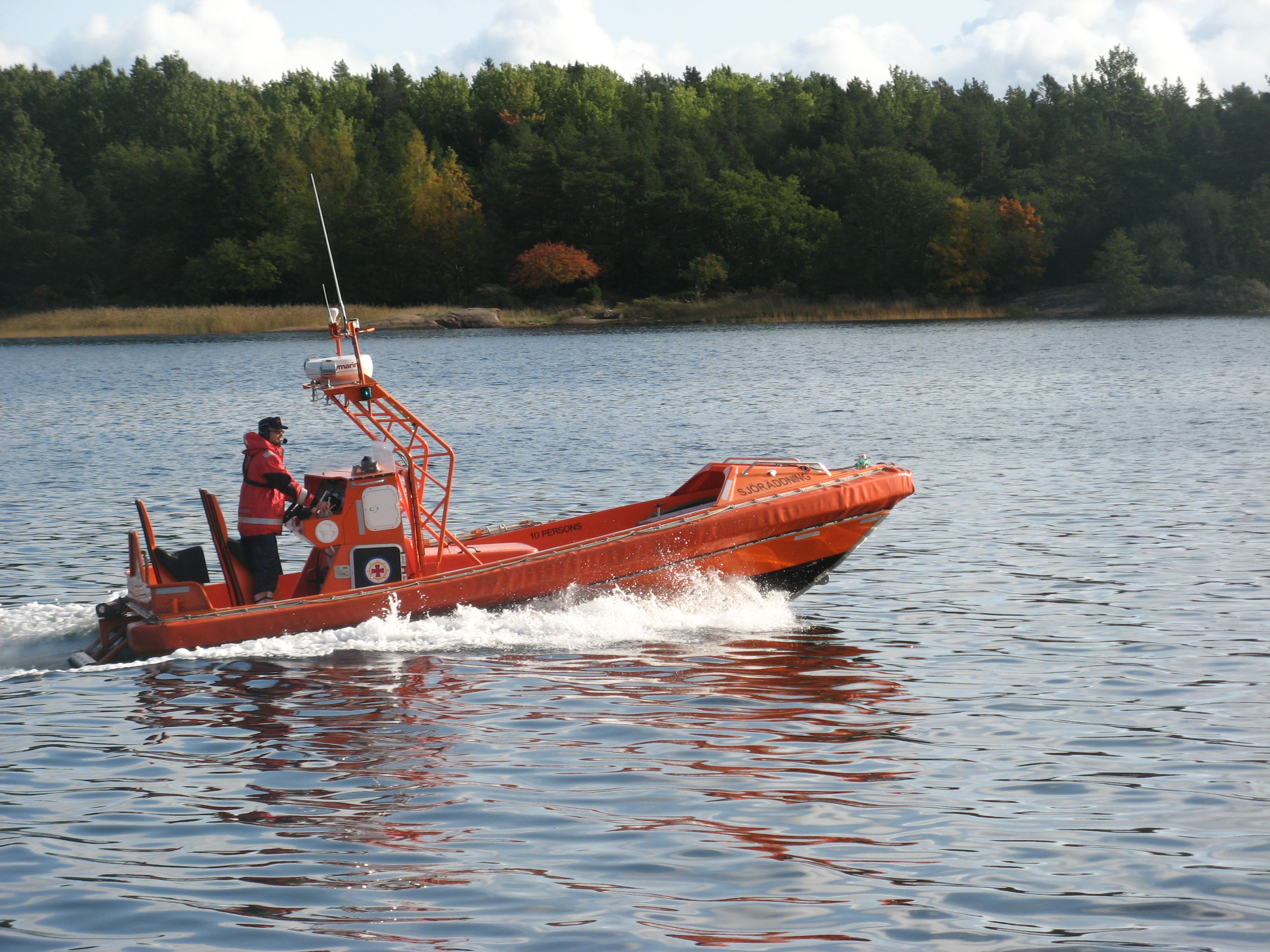
Rescue Stormskär från Vårdö sjöräddningsstation, systerbåt till Rescue West

Eckerö sjöräddningsstation är en av de sex stationer för sjöräddningsfartyg på Åland, som drivs av Ålands Sjöräddningssällskap.
Stationen i Eckerö har omkring 15 frivilliga och fartyget Rescue West. 
Stationen ligger vid Eckerö postbrygga, som byggdes på Lantudden och blev klar vårvintern 1824.

## Fakta om Rescue West
- Tillverkare: Norsafe, Arendal, Norge
- Typ: Fast Rescue Boat Magnum 750
- Längd: 7,7 meter
- Bredd: 3,0 meter
- Motor: Yanmar 6
- Motoreffekt: 315 hk
- Framdrivning: Hamilton 241 vattenjet
- Marschfart: 29 knop
- Toppfart: 36 knop